# Noonan (Dakota du Nord)
Pour les articles homonymes, voir Noonan (homonymie).
La ville américaine de Noonan est située dans le comté de Divide, dans l’État du Dakota du Nord. En 2013, sa population a été estimée à 123 habitants.

## Démographie
| 1910 | 1920 | 1930 | 1940 | 1950 | 1960 |
| ---- | ---- | ---- | ---- | ---- | ---- |
| 153  | 376  | 423  | 520  | 551  | 625  |

| 1970 | 1980 | 1990 | 2000 | 2010 | - |
| ---- | ---- | ---- | ---- | ---- | - |
| 403  | 283  | 231  | 154  | 121  | - |

## Source
- (en) Cet article est partiellement ou en totalité issu de l’article de Wikipédia en anglais intitulé « Noonan, North Dakota » (voir la liste des auteurs).